# Heliographa nigra
Heliographa nigra är en tvåvingeart som beskrevs av Guilherme A.M.Lopes och Márcia Souto Couri 1987. Heliographa nigra ingår i släktet Heliographa och familjen husflugor. Inga underarter finns listade i Catalogue of Life.